# New Politics
New Politics – duński zespół grający rock alternatywny. Założony w 2009 roku w Kopenhadze. Ich najbardziej znany singel „Yeah Yeah Yeah” został w 2010 roku wykorzystany w ścieżce dźwiękowej do gry Need For Speed: Hot Pursuit.

## Historia
13 lipca 2010 ukazał się ich pierwszy album, zatytułowany nazwą New Politics. Płyta zawierała dziesięć kawałków, w tym ich największy hit „Yeah Yeah Yeah”. Teledysk do tego utworu został nakręcony w Nowym Jorku. 8 października 2010 roku umieścili na Myspace.com swój drugi teledysk do utworu „Dignity”, który podobnie jak pierwszy został nakręcony w Nowym Jorku. Na jesień 2010 roku, perkusista Poul Amaliel opuścił zespół, aby wrócić do Danii.

## Muzycy

### Obecny skład zespołu
- David Boyd – śpiew
- Søren Hansen – gitara, śpiew, instrumenty klawiszowe, programowanie
- Louis Vecchio – perkusja, śpiew

### Byli członkowie zespołu
- Poul Amaliel – perkusja, śpiew

## Dyskografia
- New Politics (2010)
- A Bad Girl in Harlem (2013)
- Vikings (2015)
- Lost in Translation (2017)

### Single
| Year | Title            | U.S. Alt. | U.S. Rock | Album                |
| ---- | ---------------- | --------- | --------- | -------------------- |
| 2010 | "Yeah Yeah Yeah" | 16        | 45        | New Politics         |
| 2010 | "Dignity"        | 29        | —         | New Politics         |
| 2013 | "Harlem"         |           | —         | A Bad Girl in Harlem |